# Едвін Руд
Едвін Руд (нар. 9 липня 1854, Норвегія — пом. 9 грудня 1932, Пітсбург, США) — норвезький інженер-механік та винахідник, емігрував до США, де збудував водогрійний котел та ін.
Розпочав працювати в 1880 у Пітсбурзі на Джорджа Вестінгаузена.

## Нагороди

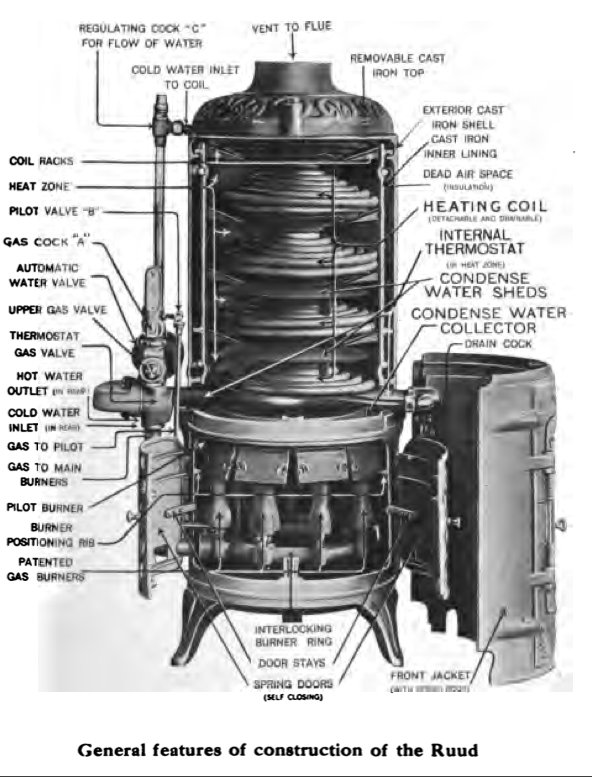

- 1904 Виставка у Луізіані, Золота медаль за автоматичний водонагрівач.

## Патенти
- Balanced Slid-Valve: July 4, 1882 US260612
- Stuffing Box: August 5, 1890 US433824
- Водонагрівач: December 30, 1890 US443797
- Fluid Meter: May 5, 1891 US451881
- Водонагрівач: September 29, 1891 US460513
- Automatic Steam Regulator for Gas Producers: September 6, 1892 US482320
- Автоматичний водонагрівач: September 6, 1898 US610281
- Automatic Cut-off For Gas-Service Pipes: September 10, 1901 US682345
- Storage Water-Heater: May 14, 1907 US853738
- Thebmostatic-Valve-Operating Mechanism: December 31, 1907 US875217
- Автоматичний температурний контроль для Утюга: September 30, 1913 US1074467
- Water Valve for Instantaneous Water Heaters: February 26, 1918 US1257932
- Fluid-Mixing Apparatus: April 6, 1920 USRE14836